# リチウム原子

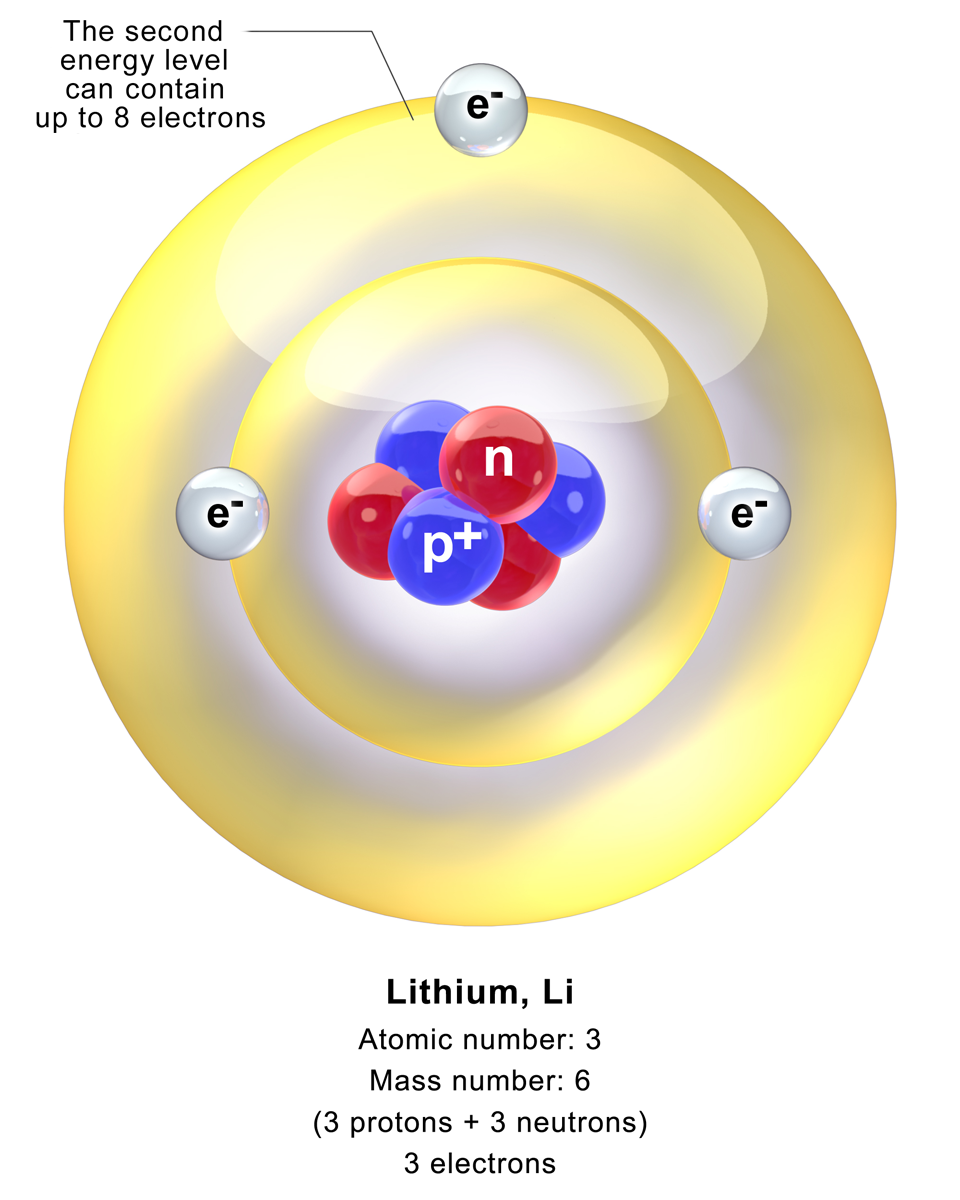
リチウム原子

リチウム原子(Lithium atom)は、リチウムの原子である。リチウムは、3つの電子が、3つの陽子と3つまたは4つの中性子が強い力で結びついた原子核に電磁力にで結合した構造を持つ。ヘリウム原子と同様に、シュレディンガー方程式の解析解は見つかっていない。しかし、基底状態のエネルギーや原子の波動方程式を推定するため、ハートリー＝フォック方程式等の様々な近似式が用いられる。量子欠損は、水素原子のエネルギー準位からの偏差を表す値である。

## 関連文献
- W. Zheng et al. / Appl. Math. Comput. 153 (2004) 685-695 "Numerical solutions of the Schrodinger equation for the ground lithium by the finite element method"